# Libois
Libois is een dorp in de Belgische provincie Namen. Het ligt in Évelette, een deelgemeente van Ohey. Libois ligt anderhalve kilometer ten oosten van het dorpscentrum van Évelette. Het gehucht Tahier ligt nog twee kilometer verder oostwaarts. Door Libois stroomt het riviertje de Vyle.

## Geschiedenis
Op het eind van het ancien régime werd Libois een gemeente, maar deze werd in 1810 alweer opgeheven en bij Évelette gevoegd.

## Bezienswaardigheden
- de beschermde Chapelle Saint-Hubert
- de kasteelboerderij Ferme de la Vouerie, met twee 17de-eeuwse torentjes. De hele omgeving, inclusief het centrum van Libois, is een beschermde site.

Deelgemeenten: Évelette · Haillot · Perwez · Goesnes · Jallet

Overige dorpen en gehuchten: Bois Dame Agis · Eve · Filée · La Bouchaille · Libois · Matagne · Résimont · Tahier

Belgische gemeenten · arrondissement Namen · provincie Namen · Wallonië